# نپر (دهانه)
نپر یک دهانه برخوردی در ماه‌ است.

## دهانه‌های اقماری
این دهانه ۳ دهانه اقماری دارد.
| Neper | عرض جغرافیایی | طول جغرافیایی | قطر          |
| ----- | ------------- | ------------- | ------------ |
| Q     | ۸.۰° N        | ۸۳.۱° E       | ۱۲.۰ کیلومتر |
| H     | ۱۰.۴° N       | ۷۸.۲° E       | ۹.۰ کیلومتر  |
| D     | ۹.۲° N        | ۸۰.۸° E       | ۴۰.۰ کیلومتر |